# Dahiana Burgos
Rossy Dahiana Burgos Herrera (Santo Domingo, 7 aprile 1985) è una pallavolista dominicana, di ruolo schiacciatrice.

## Palmarès

### Nazionale (competizioni minori)
- Final Four Cup 2009
- Giochi centramericani e caraibici 2010
- Final Four Cup 2010
- Coppa panamericana 2011